# Ricardo López Jordán (padre)
José Ricardo López Jordán (Concepción del Uruguay, Virreinato del Río de la Plata, 7 de febrero de 1793 - Paysandú, Uruguay, 1846) fue un militar argentino, caudillo federal de la Provincia de Entre Ríos, medio hermano de Francisco Ramírez y padre del también general Ricardo López Jordán, que sería el último caudillo federal de su país.

## Con Ramírez
Nació en 1793 en Arroyo de la China, hoy Concepción del Uruguay y desde 1811, acompañó a su medio hermano Francisco Ramírez en sus andanzas guerreras contra los españoles de Montevideo y en las guerras contra los porteños. Se distinguió en la captura de dos barcos españoles que pretendían atacar su ciudad. Fue, durante toda la vida de Ramírez, su lugarteniente más fiel y cercano.
En 1819 ayudó a Estanislao López contra los porteños, y a fines de ese mismo año quedó al mando provisorio de su provincia, mientras Ramírez atacaba y vencía a Buenos Aires en Cepeda. Ayudó a su hermano a vencer a José Artigas y a formar la República de Entre Ríos, que incluía a Corrientes y Misiones (pero que no pretendía ser un país aparte, sino una provincia autónoma). Y quedó al mando de la misma en abril de 1821, cuando Ramírez invadió Santa Fe.

## Primer gobierno
Al conocerse la derrota y muerte de Ramírez en Córdoba, en julio de 1821, intentó iniciar conversaciones de paz con Santa Fe y Buenos Aires, pero estas le exigieron disolver la República, reducir su ejército y devolver todo el botín conquistado a Buenos Aires en los últimos tres años. López Jordán se vio obligado a aceptar, pero de inmediato su autoridad fue desconocida en Corrientes.
En septiembre fue depuesto por Lucio Norberto Mansilla, que se tituló gobernador. Este fijó su capital en Paraná, donde sus aliados porteños y santafesinos pudieran defenderlo. López Jordán retuvo el control de la costa del río Uruguay por algunas semanas, pero finalmente tuvo que huir a Paysandú. Entre Ríos se unía a la paz entre Santa Fe, Córdoba y Buenos Aires.

## Guerras civiles
En 1824 fue indultado por el gobernador Juan León Solas y regresó a Entre Ríos; fue nombrado comandante de la mitad este de la provincia. En diciembre de 1825, al cesar en el mando Solas, la legislatura eligió para sucederlo a López Jordán, pero por presión del gobernador santafesino López se anuló la elección y Solas fue reelecto. López Jordán protestó, pero terminó aceptando la situación.
Solas se alió con los unitarios porteños, y casi toda la provincia pidió a su adversario que los librara de él. López Jordán se rebeló y consiguió un gran apoyo en toda la provincia.
El presidente Bernardino Rivadavia envió al coronel Manuel Escalada a componer entre los bandos en lucha, y fue elegido gobernador otro coronel. Al año siguiente fue acusado de enviar informes a los jefes brasileños, en plena guerra contra el Imperio. Renunció al cargo y pasó a Paysandú.
En 1830 tuvo el apoyo de Juan Lavalle en su invasión de la provincia, ya que este pensaba atacar a los federales de Santa Fe desde Paraná. Pero cuando logró apoderarse de la capital y del gobierno, lo hizo en nombre de los federales. Lavalle se volvió a Montevideo, mientras Juan Manuel de Rosas y Estanislao López forzaban a López Jordán a renunciar y emigrar nuevamente, no sin antes pelear dos batallas indecisas.
En marzo de 1831 intentó una segunda invasión, nuevamente con apoyo de Lavalle y de los unitarios, y también de Eusebio Hereñú, Velázquez y Justo José de Urquiza. Tras unos pocos días de avance, fue derrotado en la batalla de Clé, y huyó, arrastrando a los unitarios de vuelta al Uruguay. Poco después desaparecía la Liga Unitaria del Interior.

## Últimos años
Permaneció casi inactivo en Paysandú hasta 1839, cuando se unió al ejército de Lavalle en su invasión de Entre Ríos; en septiembre atacaron Gualeguaychú, donde el comandante Eduardo Villagra los obligó a retroceder, y vencieron a los federales comandados por Vicente Zapata en Yeruá. Lavalle esperaba que la provincia se pronunciara a su favor, pero como ese pronunciamiento no se produjo, se retiraron hacia Corrientes. López Jordán fue vencido por el santafesino Juan Pablo López y tomado prisionero.
Dos años más tarde, su hijo Ricardo, enviado por Manuel Oribe a anunciar la victoria federal en la batalla de Arroyo Grande a Buenos Aires, convenció a Rosas de liberar a su padre. Mientras tanto, Lavalle terminó derrotado y muerto en Jujuy.
Se estableció definitivamente en Paysandú y no volvió a mezclarse en política ni guerras, cumpliendo la promesa de su hijo a Rosas.
Murió en Paysandú, Uruguay, en 1846.
Su hijo Ricardo hizo una larga campaña a la sombra de Justo José de Urquiza. Más tarde dirigió una revolución que se inició con la muerte de este. Sería el último caudillo en armas, y el último jefe reconocido del partido federal.